# Baccarat Hotel and Residences
Il Baccarat Hotel and Residences è un grattacielo situato a New York.

## Descrizione
Progettato dalla Skidmore, Owings & Merrill, è stato costruito tra il 2012 e il 2014 è alto 185 metri e ha 48 piani. Al suo interno presenta un centinaio di camere d'albergo, una cinquantina di appartamenti privati e nove ascensori.